# Michał Boni
Michał Jan Boni, né le 10 juin 1954 à Poznań, est un homme politique polonais proche de la Plate-forme civique (PO).
Il est ministre du Travail en 1991, puis ministre sans portefeuille de 2009 à 2011. Il prend cette année-là la direction du nouveau ministère de l'Administration et du Numérique. Il en est relevé en 2013, puis siège au Parlement européen entre 2014 et 2019.

## Biographie

### Formation et vie professionnelle
Il est diplômé en sciences culturelles de l'université de Varsovie en 1977.

### Engagement politique

#### Du régime communiste à laIIIeRépublique
Il rejoint trois ans plus tard le syndicat Solidarność. Après l'instauration de la loi martiale en 1981, il continue d'y militer secrètement.
En 1990, il adhère au Congrès libéral-démocrate (KLD) et devient sous-secrétaire d'État du ministère du Travail et de la Politique sociale, à l'époque du gouvernement de Tadeusz Mazowiecki. Le 12 janvier 1991, à 36 ans, Michał Boni est nommé ministre du Travail et de la Politique sociale dans le gouvernement de coalition du libéral Jan Bielecki.
Lors des élections législatives du 27 octobre 1991, il est élu à la Diète sur la liste nationale du KLD. Il intègre alors le groupe parlementaire du Programme libéral (KPPL), puis quitte l'exécutif le 5 décembre. Lors de ce mandat, il siège à la commission de la Culture et à la commission de la Politique sociale.
L'année suivante, son nom apparaît sur une liste de collaborateurs de la police secrète communiste rendue publique par le ministre de l'Intérieur Antoni Macierewicz. Il réfute la véracité de cette information et produit plusieurs témoignages qui démontrent sa bonne foi. Parallèlement, il est vice-ministre au ministère du Travail et de la Politique sociale entre 1992 et 1993.
N'ayant pas postulé aux élections législatives anticipées du 19 octobre 1993, il adhère à l'Union pour la liberté (UW) en 1994. À la suite des élections de 1997, il est choisi par le nouveau ministre du Travail et de la Politique sociale Longin Komołowski (pl) comme chef de son cabinet politique. Il quitte l'UW en 2001, sans rejoindre la Plate-forme civique (PO).

#### Un proche de Donald Tusk
Il participe cependant à la rédaction du programme de la PO pour les élections législatives anticipées du 21 octobre 2007. Il est nommé secrétaire d'État à la chancellerie du président du Conseil des ministres le 9 janvier 2008, et se voit confier neuf jours plus tard les fonctions de chef du comité des conseillers stratégiques du président du Conseil des ministres, Donald Tusk.
Le 13 janvier 2009, Michał Boni est désigné ministre sans portefeuille et président du comité permanent du gouvernement, qui rassemble tous les secrétaires d'État et le chef de la chancellerie du président du Conseil. Après les élections législatives du 9 octobre 2011, il est nommé ministre de l'Administration et du Numérique dans le nouveau gouvernement de Tusk, le 18 novembre. Lors du remaniement du 27 novembre 2013, il est remplacé par Rafał Trzaskowski.

#### Parcours européen
Il est investi candidat de la PO aux élections européennes du 25 mai 2014 dans la circonscription de Varsovie-I, sur la liste menée par Danuta Hübner. Le jour du scrutin, la PO obtient deux élus dans ce territoire. Avec 30 910 votes préférentiels, il réalise le deuxième résultat des candidats libéraux et obtient alors son mandat au Parlement européen.
Il siège au groupe du Parti populaire européen (PPE) et à la commission des Libertés civiles, de la Justice et des Affaires intérieures.

### Engagement associatif
Depuis février 2021, Michał Boni est membre du Conseil consultatif du mouvement Strajk Kobiet à l'origine des manifestations de la grève des femmes en Pologne et du Conseil de surveillance de l'Open Dialogue Foundation.